# Luny Tunes
Luny Tunes é uma dupla de produtores musicais dominicanos composta por Francisco Saldaña - "Luny" (23 de Junho de 1979) e Victor Cabrera - "Tunes" (12 de Abril de 1981).

## Biografia
Ambos nasceram no leste da República Dominicana, mas se criaram e viveram sempre em Porto Rico, até se mudarem para Boston. Antes de ser famosos por suas músicas de reggaeton, trabalhavam na Universidade Harvard, um como chefe de cozinha e outro como lavador de pratos, até que um dia decidiram mudar suas vidas e tentar a sorte com o ritmo que no momento estava num grande auge em Porto Rico, o reggaeton. Apesar de não se conhecerem, seus nomes se uniram para formar um só nome (Luny Tunes). São considerados os melhores produtores no gênero do reggaeton, por sua qualidade na hora de fazer os beats (ritmos)[carece de fontes?]. Trabalharam com DJ Nelson, Noriega, Zonnik, Nely (El Arma Secreta), Tainy, Naldo, RBD y Nesty (La Mente Maestra). Se estima que sua fortuna está em torno de 1,5 milhões de dólares[carece de fontes?].

## Algumas músicas famosas
Muitos dos grandes sucessos do gênero foram produzidos por eles. Por exemplo:
- Daddy Yankee - Gasolina; Se activaron los anormales; Aquí está tu caldo
- Hector y Tito - Baila morena; Amor del colegio
- Don Omar - Dale Don dale
- Tego Calderón - Guasa guasa; Al natural; Métele sazón
- Julio Voltio - El bumper
- Wisin y Yandel, Ja Rule, N.O.R.E. - Rákata
- Daddy Yankee, Wisin y Yandel, Hector "El Father" - Mayor que yo
- Eddie Dee feat. Daddy Yankee y Glory - Donde hubo fuego
- Daddy Yankee - Mírame
- Zion y Lennox - Es mejor olvidarlo
- Baby Ranks & DJ Nelson - Motivate al baile
- Tito el Bambino-Caile
- Glory - La gata suelta
- Trebol Clan - Bailando provocas
- Daddy Yankee, Tony Tun Tun, Wisin y Yandel & Zion - Noche de entierro (nuestro amor)
- Ivy Queen - La gata
- Wisin y Yandel-Mirala Bien
- RBD - Money Money
- RBD - Lento

O primeiro álbum que produziram foi "Diva" de Ivy Queen em 2002. Depois disso conseguiram trabalhar com Hector y Tito, Tego Calderón, Wisin y Yandel, Zion y Lennox, Don Omar, Daddy Yankee, Lito y Polaco, Karel y Voltio, Khriz y Angel, entre outros. Isso os levou a ficar entre os melhores em sua área[carece de fontes?] quando lançaram seu álbum "Más Flow 2" com Baby Ranks que tinha a participação de Daddy Yankee, Wisin y Yandel, Zion y Lennox, Tito El Bambino, Hector El Father, Julio Voltio e os sucessos "Rakata", "Mayor que yo" e "Mírame" com esse álbum chegaron ao 1º lugar no Top Latin Albums. Depois disso lançaram "Los Benjamins" que contem canções de RBD e Frankie J, esse disco também alcançou o número 1 no Top Latin AlbumsPredefinição:Carece de ffontes.
The New Soldier é um projeto para conseguir mais talentos jovens que existem nas ruas e têm qualidade para chegar a ser grandes.

## Produções
As produções em que Luny Tunes participaram são:
- "Luny Tunes - La trayectoría" (2001)
- "DJ Nelson presenta Luny Tunes & Noriega: Más flow" (2003)
- "Luny Tunes - Kings of the beats" (2003)
- "Luny Tunes & Baby Ranks - Más flow 2" (2005)
- "Luny Tunes: Más flow (Platinum Edition)" (2005)
- "Luny Tunes: Reggaetón Hits" (2006)
- "Luny Tunes: Mas Flow 2.5" (2006)
- "Luny Tunes & Tainy: Los Benjamins" (2006)
- "Raices De Reggaeton" (2007)

Nos últimos anos não só foram produtores de cantores de reggaeton, mas também produziram para artistas de outros gêneros que experimentam o reggaeton: 
- R. Kelly
- Ricky Martin
- Jennifer López
- Black Eyed Peas
- Beenie Man
- Sean Paul
- Fat Joe
- Lenny Kravitz
- El Roockie
- Paris Hilton
- RBD

## Discografia
- 2003: Mas Flow
- 2005: Mas Flow 2
- 2006: Mas Flow 2.5
- 2006: Mas Flow: Los Benjamins
- 2007: Los Benjamins: La Continuación
- 2008: Mas Flow 3
- 2015 : Mayor Que Yo 3, (Feat. Daddy Yankee, Wisin, Don Omar, Yandel).
- 2016 : Cojela Que Va Sin Jockey (Prod. by Luny Tunes), (Feat. Daddy Yankee).
- 2016 : Te He Querido, Te He Llorado (Prod. by Luny Tunes), (Feat. Ivy Queen).
- 2016 : La Fila, (Feat. Don Omar, Sharlene, Maluma).
- 2016 : Lento (remix), (Feat. RBD, Wisin & Yandel).
- 2016 : Luny Tunes - Más flow 3.
- 2019 : Mas Flow 3- Back To The Underground.

## Prêmios Obtidos
Bei den "Latin Billboard Awards":
- Más Flow – "Tropical Album of the Year / Duo or Group" 2004
- Más Flow – "Tropical Album of the Year / New Generation" 2004
- La Trayectoría - "Reggaetón Album of the Year" 2005
- Luny Tunes – "Producer of the Year" 2006
- Rákata (feat. Wisin y Yandel) – "Hot Latin Song" 2006
- Qué más da / I don't care (feat. Fat Joe) – "Dance Track of the Year" 2006

Latin Grammy Awards:
- Barrio fino - "Best Album of the Year / Urban" 2005 (producido por Luny Tunes)

Reggaeton People's Choice Awards:
- Luny Tunes - "Producer of the Year" 2004
- Luny Tunes - "Producer of the Year" 2005
- Mayor que yo - "Best Song of the Year" 2005 (con Don Omar)
- Más flow 2 - Best Album of the Year" 2005

Premios Lo Nuestro Awards:
- Más flow 2 - "Best Album of the Year / Urban Category" 2006